# 埃纳雷霍斯
埃纳雷霍斯，是西班牙卡斯蒂利亚-拉曼恰昆卡省的一个市镇。总面积146平方公里，总人口252人（2001年），人口密度2人/平方公里。